# Stéphane Henchoz
Stéphane Henchoz, född 7 september 1974 i Billens, Schweiz, är en schweizisk före detta professionell fotbollsspelare (försvarare) som spelade 72 matcher för det schweiziska landslaget och deltog i EM 1996 och EM 2004.

## Spelarkarriär
Henchoz gjorde sig ett namn under sin tid i Bundesliga-laget Hamburger SV i mitten på 1990-talet. 1997 köptes han av Blackburn Rovers men han kom bara att spela två säsonger i klubben. När Blackburn blev nedflyttade från Premier League efter säsongen 1998-1999 köpte Liverpool schweizaren för 3,5 miljoner pund.
I Liverpool spelade Henchoz i startelvan under nästan hela sina fem och ett halvt år i klubben. Tillsammans med Sami Hyypiä bildade han ett stabilt mittbackspar, och var bland annat med om att vinna cuptrippeln 2001 då Liverpool vann Uefacupen, FA-cupen och Ligacupen.
Henchoz två sista år i Merseyside-klubben kantades av skadeproblem och detta i kombination med att tränaren Gerard Houllier föredrog att använda Igor Biscan som mittback gjorde att Henchoz fick sparsamt med speltid, ibland fick han till och med fick spela till höger i backlinjen istället för sin normala position som mittback. Trots detta passerade Henchoz säsongen 2003-2004 totalt 200 matcher i liverpooltröjan.
Efter att Rafael Benítez tog över som tränare efter Houllier sommaren 2004 fick Henchoz ännu svårare att ta en plats i startelvan då Benítez valde att spela Jamie Carragher som mittback. Carragher, som tidigare spelat ytterback, imponerade i sin nya position och Henchoz valde i januari 2005 att gå till Celtic. Schweizaren, som blev frisläppt från sitt kontrakt med Liverpool, skrev på ett halvårskontrakt med den skotska klubben.
När kontraktet med Celtic gick ut valde Henchoz att återvända till Premier League och skrev på ett kontrakt med nykomlingarna Wigan. Det blev dock bara ett år i klubben innan Henchoz återvände till sin första engelska klubb - Blackburn Rovers. I Blackburn fick han dock inte mycket speltid utan fick mest hoppa in när ordinarie spelare skadade sig. Efter 11 ligamatcher på två säsonger i Blackburn gick hans kontrakt ut i maj 2008 och Blackburns tränare Mark Hughes valde att inte skriva nytt kontrakt med honom.